# Charles Herlofson
Charles Oluf Herlofson (Oslo, 15 giugno 1891 – Oslo, 9 novembre 1968) è stato un calciatore norvegese, di ruolo centrocampista.

## Carriera

### Club
Herlofson giocò nel Mercantile.

### Nazionale
Conta 12 presenze per la Norvegia. Esordì l'11 settembre 1910, nella sconfitta per 0-4 contro la Svezia. Partecipò ai Giochi della V Olimpiade.